# ساختمان کالایون
ساختمان کالایون یک آسمان‌خراش واقع در ایالت نیویورک، ایالات متحده آمریکا می‌باشد. و ۱۹۶۴ به پایان رسید. معمار این بنا Shreve, Lamb & Harmon Associates است. تعداد طبقاتش ۴۵ است.